# Sisyra panama
Sisyra panama är en insektsart som beskrevs av Parfin och Gurney 1956. Sisyra panama ingår i släktet Sisyra och familjen svampdjurssländor. Inga underarter finns listade i Catalogue of Life.